# アダム・ハンガ
アーダーム・ハンガ (Ádám Hanga ハンガリー語 ：Hanga Ádám 1989年4月12日 - )は、ハンガリーのバスケットボール選手。首都ブダペスト出身。

## 来歴
16歳でハンガリーの国内リーグでプロデビュー。2010-2011シーズンに平均17.6得点を記録したことでサンアントニオ・スパーズのスカウト陣の目に止まり、2011年のNBAドラフトでスパーズが59位で指名した。
2011-12シーズンからは、スペインに渡り、バスケット・マンレサに移籍。2013-14シーズンからは強豪のサスキ・バスコニアでプレーし、2014-15シーズン途中には、イタリア、セリエAでのプレーも経験した。2015年5月11日にビトリア＝ガステイスに戻った。
2017年7月、ハンガはFCバルセロナ・ラッサが提示したオファーシートにサインしたが、同月12日に現所属のサスキ・バスコニアとの再契約が決定。同月23日に3年間の延長契約を結んだが、8月17日にバスコニアとの契約解消に合意し、FCバルセロナ・ラッサと3年契約を結んだ。
2021年7月23日、レアル・マドリード・バロンセストと2年契約を締結。バスケットボール版の『禁断の移籍』が実現した。

## 代表歴
若手時代からハンガリー代表のエースとして活躍している。